# Међународни аеродром Елиникон
Међународни аеродром Елиникон (IATA: ATH, ICAO: LGAT) био је међународни аеродром који је опслуживао Атину, Грчка, 63 године. Након затварања 28. марта 2001., замењен је новим Међународним аеродромом у Атини „Елефтериос Венизелос“. Аеродром се налазио 7 км јужно од Атине и западно од Глифаде. Име је добио по селу Елинико, сада предграђу Атине. Аеродром је имао званични капацитет од 11 милиона путника годишње, али је током последње године рада опслужио 13,5 милиона путника. Велики део локације је претворен у стадион и спортске објекте за Олимпијске игре 2004.
Бивши аеродром је сада место великог развоја приобалне Атине, који је био критикован јер су добро очуване зграде срушене. 2020. почела је изградња Метрополитан парка Хеленикон, комплекса који се састоји од луксузних кућа, хотела, казина, марине, продавница и канцеларија; процењује се да ће бити завршен до 2025.  
Локација аеродрома је омеђена плажама на западу, голф клубом Глифада, границом општина Елинико и Глифада и стамбеним насељем. Радарски центар се и даље налази у Елинику.

## Историја
Међународни аеродром Елиникон, изграђен 1938., првобитно се звао аеродром Каламаки. Након немачке инвазије на Грчку 1941., аеродром Каламаки је коришћен као ваздухопловна база Луфтвафеа током окупације. После Другог светског рата, грчка влада је дозволила Сједињеним Државама да користе аеродром од 1945. до 1993. Познат као аеродром Хасани 1945., користиле су га Америчке ваздухопловне снаге (USAF) већ 1. октобра 1945. као базу за операције летова Команде ваздушног транспорта између Рима и тачака на Блиском истоку. По споразуму са Грчком, Америчко ратно ваздухопловство је деловало са аеродрома више од четири деценије. 1988. у једном од првих пројеката за евентуалну кандидатуру за Летње олимпијске игре 1996., грчка влада је одлучила да не обнови споразум, јер су технички и безбедносни проблеми спречили модернизацију и проширење аеродрома. Поред тога, сматран је једним од најтежих и најризичнијих аеродрома на свету за полетање и слетање због природних карактеристика региона (кратка и мала писта на уској траци равног земљишта између Егејског мора и планина које окружују Атички басен, посебно планине Химетус). Након необновљања споразума, започета је серија студија изводљивости о могућности деактивације аеродрома и изградње новог. Три године након повлачења споразума, Америчко ратно ваздухопловство је завршило своје операције након завршетка Заливског рата. 
Аеродром је био база операција грчког националног авио-превозника Олимпик ерлајнс. Аеродром је имао два терминала: Западни терминал за Олимпик ерлајнс и Источни терминал за све остале превознике. Зграду Источног терминала пројектовао је између 1960. и 1969. фински архитекта Еро Саринен.  Непосредно пре затварања 2001., аеродром је забележио стопу раста од 15,6% у односу на претходну годину, опслужујући 13,5 милиона путника годишње и опслужујући 57 авио-компанија које лете до 87 дестинација. Званични капацитет аеродрома био је 11 милиона путника годишње. 
Аеродром је затворен 28. марта 2001. Последњи авион који је полетео са Елиникона био је Боинг 737 компаније Олимпик ерлајнс који је летео за Солун. Сви летови су пребачени на нови међународни аеродром у Атини, који се налази у Спати. 

## Реконструкција
Велики део аеродрома је и даље запуштен, а стари авиони и аеродромска возила се још увек могу видети на том месту. Локација је коришћена као камп за имигранте и избеглице. Музеј цивилног ваздухопловства радио је на Западном терминалу од априла 2011. до 2018. 

### Летње Олимпијске игре 2004.
Након затварања, северозападни део аеродрома је реконструисан, претварајући платформе у привремени олимпијски комплекс у којем су се налазили објекти Летњих олимпијских игара 2004. за слалом у кануу и кајаку, хокеј на трави, бејзбол и софтбол. Остале надоградње аеродрома везане за Олимпијске игре укључивале су претварање једног од западних хангара у секундарну арену за кошаркашки турнир и такмичење у мачевању. Током Летњих параолимпијских игара 2004., арена је била домаћин утакмица у мачевању у инвалидским колицима и одбојци седећи. Такмичења у стреличарству, фудбалу за слепе и CP фудбалу одржана су на теренима за хокеј и софтбол.

## Несреће и инциденти
Следи списак несрећа и инцидената авиона који су се догодили на или у близини аеродрома Елиникон. Наведени су само смртоносни догађаји или губици трупа.
- 21. јун 1959. – Након пуцања гуме при слетању, избио је пожар када су крхотине пукле цеви за гориво авиона Канадер норт стар (регистрација 17525) Краљевског канадског ратног ваздухопловства који се враћао у Канаду.[12]
- 2. август 1961. – Боинг 707-344 ZS-CKE Саут Африкан ервејза је ударио у зид и дрво током полетања. Након доласка у Најроби, откривена је значајна штета. Авион је поправљен. [13]
- 26. децембар 1968. – Два терориста су отворила ватру и бацила гранате на лет Ел Ал 253, усмртивши једног путника.
- 8. децембар 1969. – Авион Олимпик ерлајнса, лет 954, Даглас DC-6 (репни број SX-DAE), срушио се на планину Панеио док се приближавао аеродрому. Свих 90 путника и чланова посаде је погинуло, што несрећу чини најгором ваздухопловном катастрофом у којој је учествовао DC-6.[14]
- 21. октобар 1972. – Авион компаније Олимпик ерлајнс NAMC YS-11A-500 (репни број SX-BBQ), који је обављао домаћи редовни путнички лет Керкира – Атина, срушио се у море приликом приласка аеродрому у условима лоше видљивости. У авиону је било 53 људи, од којих су се 36 путника и копилот удавили, док је 13 путника и преостала три члана посаде спасено.
- 22. јануар 1973. – Амфибијски авион Piaggio P.136L-2 (репни број SX-BDC) срушио се убрзо након полетања са писте 33. До пада је дошло као резултат обртања каблова за повезивање крилца током уградње нове контролне колоне на авиону. Александар Оназис, један од тројице путника у авиону, преминуо је услед повреда задобијених у несрећи.
- 5. август 1973. – Напад на међународни аеродром Хелиникон у Атини 1973., у којем су два палестинска милитанта који су тврдили да су повезани са Црним септембром отворила ватру на салон за путнике, убивши троје и ранивши 55 људи.
- 17. децембар 1973. – Заустављање отетог авиона Луфтханзе на лету 303, лета из Италије за Кувајт.
- 3. децембар 1975. – Боинг 747-123F OD-AGC компаније TMA слетео је на писту 15 са само 5.000 стопа преосталог простора за пловидбу и касно је активирао реверзоре потиска, што је довело до тога да авион слети са краја писте на јавни пут. Свих 7 путника је преживело, а авион је поправљен. [15]
- 9. август 1978. – Боинг 747, лет 411 компаније Олимпик ерлајнс, доживео је отказ мотора при полетању, али се безбедно вратио без повреда путника или посаде.
- 8. октобар 1979. – Свисеров лет 316, Даглас DC-8-62 (регистрација HB-IDE), прелетео је писту приликом слетања, у доласку из Женеве. И лево крило и реп су се одвојили од трупа пре него што се авион зауставио. У пожару који је избио погинуло је 14 од 154 људи.
- 14. јун 1985. – Лет 847 компаније TВA је отет убрзо након полетања из Атине, а путници су држани као таоци три дана. Један је убијен.
- 24. март 1992. – Боинг 707-320C компаније Golden Star Air Cargo (репни број ST-ALX), који је обављао теретни превоз Амстердам-Атина, ударио је у планину Химет. Пријављено је седам смртних случајева.[16]

## Клима
Елинико има врелу полусушну климу, која се граничи са медитеранском климом са врућим, сувим летима и хладним, кишним зимама.